# Friedrich Fromm
Friedrich Fromm (Charlottenburg, 1888. október 8. – Brandenburg an der Havel, 1945. március 12.) német katonatiszt, vezérezredes, a második világháború folyamán a Harmadik Birodalom tartalékhadseregének (Ersatzheer) parancsnoka. A háború jelentős része alatt ő volt megbízva a Wehrmacht szárazföldi egységeinek utánpótlásával, a katonák képzésével. Többször tüntették ki Vaskereszttel, ám 1945 márciusában kivégezték, miután nem tett semmit az Adolf Hitler ellen irányuló július 20-i merénylet és az ezt követő Walküre hadművelet megakadályozásáért, habár tudomása volt róla.

## Fiatalkora
Fromm Berlin Charlottenburg kerületében született. Az első világháború idején hadnagyként szolgált.
A náci párt felemelkedése után, 1933-tól fontos szerepe volt: ő volt a felelős a német hadsereg humán és anyagi utánpótlásáért.

## A Tartalékhadsereg főparancsnoka
1939-ben Fromm lett a páncélos haderő vezérkari főnöke, valamint a Tartalékhadsereg (Ersatzheer) parancsnoka.
Amikor 1941 decemberében a Barbarossa hadművelet megrekedt Moszkva határában, és az orosz csapatok megkezdték az ellentámadást, Hitler átvette a hadsereg vezetését, és újjászervezte annak vezetési struktúráját. Fromm új feladatkört kapott, ő lett a hadsereg hadiellátmányi vezetője,  valamint létrehozták a tartalékhadsereget, amelynek Fromm lett a főparancsnoka (Generaloberst). A pozícióját tekintve közvetlenül a hadsereg legfelsőbb vezetőjének (OKH – Oberkommando des Heeres; ezt a pozíciót Hitler töltötte be) alárendeltje volt. Fromm ennél fogva az egész német államot képes volt irányítani, mivel ő irányított minden hadi beszerzést és termelést, valamint a Németországon belül állomásozó csapatok is az ő parancsnoksága alá tartoztak.
1942 elején Fromm azt javasolta, hogy a hadsereg álljon át védekezésre az év további részére, mivel a készletek kimerülőben voltak, és az előző évi részleges sikerek után a termelés is akadozott.

## A július 20-i merénylet
Fromm tisztában volt azzal, hogy néhány alárendeltje – legfőképpen Claus von Stauffenberg, a Tartalékhadsereg vezérkari főnöke – merényletet terveznek Adolf Hitler ellen, azonban nem hozta nyilvánosságra a szervezkedést, miután abban bízott, hogy az akció sikere esetén kimagasló tisztséget tölthet majd be a német államvezetésben. Fromm ennek ellenére nem vett részt tevékenyen a műveletben, és miután 1944. július 15-én a merénylet első kísérlete meghiúsult, elzárkózott bármiféle további részvétel lehetőségétől.
1944. július 20-án szárnyra kapott a hír, mely szerint Hitler, valamint a Wehrmacht, a német hadsereg parancsnokságának számos magas rangú tisztje életét vesztette egy robbanásban, amely a Farkasverem (Wolfsschanze) nevű bunkerlétesítményben történt Rastenburg közelében, Kelet-Poroszországban (ma Lengyelország). Fromm gyorsan rájött, hogy Stauffenberg és emberei állnak a merénylet hátterében, és az ezredes Berlinbe való visszatérését követően megkísérelte letartóztatni a puccsistákat, azonban végül őt tartóztatták le Stauffenberg emberei, és a Bendlerblock egyik cellájába zárták (ez az épület volt a Tartalékhadsereg főparancsnokságának otthona).
Miután Hitler nem halt meg a robbanásban, a puccs hivatalosan kudarcba fulladt, Frommra pedig rátaláltak a Tartalékhadsereg emberei és kiszabadították cellájából. Hitler parancsa ellenére, aki élve akarta elfogatni az árulókat, Fromm csupán egyetlen embert, a civilként jelenlévő Ludwig Becket, korábbi vezérezredest tartóztatta le, a többi, aktív összeesküvőt, köztük Stauffenberget egy rögtönzött, gyorsított hadbírósági eljárás keretében halálra ítélte, és a Bendlerblock udvarán egy kivégzőosztaggal agyonlövette. Beck saját kérésére megkapta a lehetőséget, hogy önkezével vessen véget életének, ám a kísérlete sikertelen volt, így Fromm őt is agyonlövette.
Fromm gyors döntésének oka az összeesküvők kivégzéséről tisztázatlan. Lehetséges, hogy a saját érintettségét próbálta leplezni a műveletben, mint ahogy az is, hogy meg akarta kímélni katonatársait egy hosszú és megalázó tárgyalássorozattól és a lehetséges kínzásoktól, amik letartóztatásuk után vártak volna rájuk. Akármi is volt az oka, Fromm tette nem mentette meg őt.

## Letartóztatása, tárgyalása és kivégzése
Fromm az összeesküvők kivégzését követően visszatért az irodájába, ahol egy közelgő bombázás híre miatt kénytelen volt eltölteni az éjszakát. Itt látogatta meg több magas rangú náci vezető, köztük Joseph Goebbels. Fromm azzal próbálta menteni a helyzetét, hogy ő vetett véget az összeesküvésnek.
1944. július 22-én reggel náci tisztek letartóztatták Frommot, és börtönbe zárták, ahol tárgyalását várta. A hadseregből 1944. szeptember 14-én kizárták. Az immáron civilként jelenlévő Frommot 1945. március 7-én a német Népbíróság (Volksgerichtshof) érdemtelennek nyilvánította a katonai szolgálatra és halálra ítélte. Miután érintettségét a merényletkísérletben nem sikerült bebizonyítani, az ellenség előli megfutamodás vádja alapján ítélték el. A Brandenburg-Görden börtönben végezték ki sortűzzel 1945. március 12-én, az összeesküvést követő megtorlássorozat keretében. Utolsó szavai ezek voltak: „Azért halok most meg, mert ezt parancsolták. Mindig a legjobbat akartam Németországnak.”

## Kitüntetései
- Vaskereszt (1914)
  - Másodosztály
  - Első Osztály
- Verwundetenabzeichen (1914, fekete)
- Hanseatenkreuz (Hamburg)
- Das Ehrenkreuz des Weltkriegs 1914/1918
- Die Medaille zur Erinnerung an den 13. März 1938 (Anschluss-medál)
- Die Medaille zur Erinnerung an den 1. Oktober 1938 és Spange Prager Burg
- Medaille zur Erinnerung an die Heimkehr des Memellandes
- Spange zum Eisernen Kreuz (1939)
  - Másodosztály
  - Első Osztály
- Ritterkreuz des Eisernen Kreuzes – a Vaskereszt Lovagkeresztje; 1940. július 6., a tüzérség főparancsnokaként (General der Artillerie), a hadiellátmány parancsnokaként (Heeresrüstung) és a Tartalékhadsereg (Ersatzheeres) főparancsnokaként.[8]

## Megjelenése a kultúrában
- A 2008-as Valkűr című filmben Tom Wilkinson játssza.

## Fordítás
- Ez a szócikk részben vagy egészben  a   Friedrich Fromm című angol Wikipédia-szócikk ezen változatának fordításán alapul.  Az eredeti cikk szerkesztőit annak laptörténete sorolja fel. Ez a jelzés csupán a megfogalmazás eredetét és a szerzői jogokat jelzi, nem szolgál a cikkben szereplő információk forrásmegjelöléseként.